# Girls (The-Prodigy-Lied)
Girls ist ein Song der englischen Big-Beat-Band The Prodigy, der am 30. August 2004 als  erste Single aus dem Album Always Outnumbered, Never Outgunned veröffentlicht wurde. Insgesamt war dies die vierzehnte Single-Auskopplung der Band. Der Song erreichte Platz 19 der britischen Chart, Platz 18 in Finnland und Platz 12 in Griechenland.
Der Song enthält Samples von Style of the Street, welche die Band Broken Glass über ihren Verlag Abyss Music Ltd. zur Verfügung gestellt haben. Auch Elemente des von Hubert Barclay Eaves III und James Williams geschriebene You’re the One for Me wurde offiziell verwendet.

## Musikvideo
Beim zugehörigen Musikvideo führten Mat Cook und Julian House Regie, die dazu experimentelle Computergrafiken mit psychedelischen Effekten verwendeten, die auch in die Gestaltung des Covers von Single und Album eingingen.

## Titelliste
Die Titellisten der Single-Auskopplungen von Girls unterscheiden sich nicht zwischen der 12"-Vinyl und der CD-Fassung.
| Nr.          | Titel                          | Länge |
| ------------ | ------------------------------ | ----- |
| 1.           | Girls                          | 04:14 |
| 2.           | More Girls                     | 04:27 |
| 3.           | Under My Wheels (Original Mix) | 03:42 |
| Gesamtlänge: | Gesamtlänge:                   | 12:24 |

Eine Promo-Single namens Girls / Memphis Bells wurde von der Band knapp zwei Monate vorher – am 21. Juni 2004 – u. a. in limitierter Auflage als 12"-Vinylplatte veröffentlicht:
| Nr.          | Titel         | Länge |
| ------------ | ------------- | ----- |
| 1.           | Girls         | 04:13 |
| 2.           | Memphis Bells | 04:34 |
| Gesamtlänge: | Gesamtlänge:  | 08:47 |

## Chartplatzierung
| ChartsChartplatzierungen     | Höchstplatzierung | Wochen |
| ---------------------------- | ----------------- | ------ |
| Vereinigtes Königreich (OCC) | 19 (4 Wo.)        | 4      |